# Garcia d'Arlanza
Garcia d'Arlanza (Quintanilla San García, La Bureba, Burgos, final del segle x – San Pedro de Arlanza, Hortigüela, Burgos, 1073) fou un monjo benedictí castellà, abat del monestir de San Pedro de Arlanza i conseller dels reis Ferran I de Castella i Sanç II de Castella. És venerat com a sant per l'Església catòlica.

## Biografia
Va ingressar a l'Orde de Sant Benet al monestir de San Pedro de Arlanza (Burgos). Amb el temps, i ja acabats els seus estudis de teologia, fou nomenat abat en 1039, succeït Aureòl, que havia mort. Durant el seu abadiat, Arlanza es convertí en un dels grans monestirs del regne de Castella, per la seva riquesa i prestigi: a Lleó, acompanyà Énnec d'Oña i Domènec de Silos a la cerimònia de rebuda de les restes de Sant Isidor de Sevilla a la nova basílica llavors construïda, San Isidoro de Lleó.
En 1050 assisteix al concili de Coyanza (Valencia de Don Juan) convocat per Ferran I per a resoldre algunes controvèrsies religioses que afectaven el regne, com el ritu litúrgic a seguir: s'hi decidí suprimir-ne el mossàrab i fer servir el nou ritu romà, seguint així la reforma gregoriana. Nomenat conseller del rei Ferran I, el va acompanyar a la batalla d'Atapuerca en 1054; va mantenir el càrrec amb el seu successor Sanç II
A Àvila, va trobar els cossos dels sants Vicenç, Sabina i Cristeta, avui sebollits a la basílica de San Vicente de la ciutat; la llegenda diu que va tenir una revelació que li en va indicar el lloc exacte.
Ja gran, es va retirar a Arlanza, on va morir el novembre de 1073, poc després d'haver rebut la visita del bisbe Jimeno de Burgos.

## Veneració
Sebollit a l'església de l'abadia, a la nau de l'Evangeli, vora l'anomenada capella dels Màrtirs. Va morir en llaor de santedat i se li atribuïren miracles, ja en vida, com la conversió de l'aigua en vi al monestir durant l'àpat d'un Divendres Sant. El seu anell era prodigiós i els pobles propers el demanaven per venerar-lo i procurar-se'n la intercessió. El culte popular no fou reconegut fins al 1620, quan Urbà VIII, a instància del rei Felip III d'Espanya, va permetre el trasllat de les relíquies a la capella dels Màrtirs. Una part d'elles fou portada al seu poble natal, Quintanilla San García, en 1724.
Quan el monestir fou clausurat en 1835, les relíquies anaren a la col·legiata de San Cosme y San Damián de Covarrubias, i l'anell al monestir de Santo Domingo de Silos. En 1973, durant les festes del mil·lenari les relíquies i l'anell foren duts a Quintanilla i es va fer un recorregut pels llocs relacionats amb el sant (Ssn Pedro de Arlanza, Covarrubias, Quintanilla, Silos).
És citat per Gonzalo de Berceo a la Vida de Santo Domingo de Silos com a abat d'Arlanza. Quintanilla afegí al seu nom la menció "San García" en honor seu, i el poble de Segòvia de Sangarcía també li deu el seu nom, ja que fou fundat per gent de Burgos.